# 异韧带总目
异韧带总目（學名：Anomalodesmata），舊作
笋螂目（Pholadomyoida）、
異韌帶目（Anomalodesmacea）或
异韧带亚纲，是雙殼綱之下的一個海洋軟體動物分類，是異齒亞綱真異齒下綱之下兩個總目之一，生活在海洋裡。

## 特徵
本分類物種的特徵是兩邊殼的大小均等，靠肌腱而不是鉸合齒來保持關閉。靠近鉸合位置的一側比較厚。外套膜邊沿融合。鉸合齒一般沒有，即使有也只有一枚。

## 分類
本分類原來是一個亞綱，下領笋螂亚目（Pholadomyoidea）。Bieler, Carter & Coan在2010年提出一個新的分類方法，本分類元被下降至成為異齒亞綱之下的一個目。到2014年，本分類元又被提升為一個總目，其餘不變。

### 2010年分類
截至2022年11月4日，本分類包括以下10個總科：
- 筒蛎总科 Clavagelloidea d'Orbigny, 1844
- 杓蛤總科 Cuspidarioidea Dall, 1886
- 薄壳蛤科 Laternulidae Hedley, 1918 (1840)
- 螂猿头蛤总科 Myochamoidea Carpenter, 1861
- Superfamily Pandoroidea Rafinesque, 1815
- Superfamily Pholadomyoidea W. King, 1844
- 砂蛤總科 Poromyoidea Dall, 1886
- Superfamily Thracioidea Stoliczka, 1870 (1839)
- Superfamily Verticordioidea Stoliczka, 1870

有其他文獻將杓蛤科撥歸砂蛤總科。

## 外部連結
- . ITIS.
- . ITIS.